# Свиняча шийка з кінськими бобами
Свиняча шийка з кінськими бобами (люксемб. Judd mat Gaardebounen) — національна страва Люксембургу з копченої свинячої шийки і кінських бобів. Асоціюється з селом Гостінген на південному сході країни, мешканці якого отримали прізвисько Бунепатшертен (Bounepatscherten) через їх найвідоміші боби..

## Приготування
Після замочування у воді протягом ночі солону або копчену свинячу шию відварюють і знімають шкіру, а потім тушкують на повільному вогні з цибулею-пореєм, морквою, селерою і гвоздикою близько двох годин. Букет гарні також додають разом зі склянкою Мозельського вина. Для кінських бобів, що бланшують у воді протягом 5 хвилин, готується соус. Нарізану цибулю, кубики бекону і борошно підрум'янюють на вершковому маслі в каструлі, вливають м'ясний бульйон і залишають соус, який повинен бути досить рідким, на повільному вогні приблизно на 20 хвилин. Бланшовані боби додаються в соус разом з дрібно подрібненим свіжим чабером, перцем і сіллю. Коли свинина готова, її виймають із бульйону, нарізають скибочками та викладають на велику тарілку з квасолею. Страву можна подавати з відвареною картоплею та вином або пивом.

## Етимологія
Походження слова judd незрозуміла. Одна з теорій, запропонована лінгвістом Жаном-Клодом Мюллером, членом Інституту великого герцога Люксембурга, полягає в тому, що воно походить від іспанського слова, що означає квасолю (judía). Він пояснює, що в Галісії є також страва зі свинини, яку подають із бобами, яку місцеві мешканці називають judia, вимовляється як «shu-DI-a». Мюллер припускає, що страва була привезена в Іспанські Нідерланди в XVI–XVII століттях. Якщо це дійсно так, то Judd mat Gaardebounen можна перекласти як "Боби з бобами». Також стверджувалося, що цей термін походить від слова «єврей» (judío), тому що «темний колір бобів нагадував темну шкіру іспанських євреїв».